# 북미댕기흰죽지
북미댕기흰죽지는 기러기목 오리과에 속하는 길잃은새(미조)이다.

## 생김새
수컷은 머리와 가슴, 등이 검은색이다. 부리에 넓은 흰색 띠가 있고 부리 기부도 흰색이다. 뒷머리가 돌출되어 있다. 암컷은 전체적으로 갈색이다. 부리 주변 얼굴과 눈테가 흰색이다.

## 생태
알래스카 동부, 캐나다,미국 북부에서 번식하고 미국 남부, 중앙아메리카 쪽에서 월동을 한다. 한국에서는 충주호, 한강, 대전 유성구 금강에서 관찰된 적이 있다.

호수, 연못에서 보통 작은 무리를 이루어 먹이를 찾는다. 수서곤충과 수생식물 등을 먹는다.
1. ↑  “희귀 조류 붉은부리흰죽지와 적갈색흰죽지 대전 갑천과 금강서 관찰”. 2021년 1월 12일. 2023년 11월 18일에 확인함.